# Sabeel
Sabeel is een internationaal centrum in Jeruzalem dat de bevrijdingstheologie van Palestijnse theologen steunt met educatieve projecten, advocacy, conferenties, publicaties, solidariteitsreizen enzovoorts. Het woord Sabeel is Arabisch voor "weg", "kanaal" of "bron". De eerste christenen noemden zich "mensen van de weg".
Sabeel werkt ook aan het bevorderen van een groter en accurater internationaal bewustzijn over de identiteit, aanwezigheid en het getuige zijn van de huidige generatie Palestijnse christenen en hun problemen.
De Stichting Vrienden van Sabeel in Nederland is een Nederlandse organisatie die het werk van Sabeel in de Palestijnse gebieden vanuit Nederland wil ondersteunen. Afdelingen van de "Internationale vrienden van Sabeel" werden de afgelopen jaren, behalve in Nederland, ook opgericht in Australië, Scandinavië, het Verenigd Koninkrijk, Ierland, Canada en de Verenigde Staten.

## Geschiedenis van Sabeel
In 1989 werd een ad-hoccomité gevormd om een eigen Palestijnse bevrijdingstheologie te ontwikkelen. Op pastoraal niveau zou deze theologie antwoorden moeten formuleren om het lijden van de bevolking van Palestina te verstaan, maar ook om te kunnen reageren op die westerse theologen die de staat Israël als een vorm van historisch handelen van God zelf zijn gaan opvatten en bij wie de begrippen joods volk, het geloof in het Land van Belofte en het bestaan van de staat Israël steeds meer door elkaar zijn gaan lopen. Palestijnse christenen vinden dat hen daarmee het bestaansrecht in hetzelfde land wordt ontzegd. Ze zijn critici van de zogenaamde Israëltheologie die na de Shoah in het westen opgang maakte.
Naim Ateek vormde een eerste comité van clerici en leken en dit leidde in maart 1990 tot een eerste internationale conferentie met de Palestijnse Bevrijdingstheologie als onderwerp in het Tantur Ecumenical Institute. Er verscheen een boek getiteld Faith and the Intifada (Orbis Books 1992), geredigeerd door de Palestijnse theoloog Naim Ateek, de Joods-Amerikaanse theoloog Marc Ellis en de Amerikaanse theoloog Rosemary Radford Ruether. Deze conferentie leidde tot de oprichting van Sabeel. Andere Palestijnse christelijke theologen zijn Mitri Raheb, Yohanna Katanacho, Jamal Khader en Michel Sabbah.
Het Sabeel Center bevindt zich eind 2009 in Jeruzalem met actieve kernen in Bethlehem, Ramallah en omgeving en met een kantoor in Nazareth; het zijn de plaatsen waar autochtone christelijke gemeenschappen proberen te overleven.
Sabeel speelde een belangrijke rol bij het ontwikkelen en verspreiden van het document Het uur van de waarheid in december 2009. Vooraanstaande Palestijnse bisschoppen en predikanten gaven met dit document aan dat de situatie van de christenen uiterst precair geworden is en dat ze dreigen ten onder te gaan aan de bezetting en zijn gevolgen. De Nederlandse kerken reageerden terughoudend.

## Visie
Sabeel wil volgens eigen zeggen "het evangelie oecumenisch en spiritueel relevant maken in de levens van de plaatselijke, autochtone kerk". Ze wil "in de voetstappen van Jezus" treden, wat voor Sabeel betekent "opkomen voor de onderdrukten, werken aan gerechtigheid en op zoek gaan naar kansen voor vredesopbouw" en de uitdaging aangaan om "lokale christenen toe te rusten". Omdat een "sterke civiele samenleving en een gezonde gemeenschap de beste steun zijn voor een kwetsbare bevolking", streeft Sabeel naar het "toerusten van de Palestijnse gemeenschap als een geheel en het ontwikkelen van de innerlijk krachten die nodig zijn voor deelname aan het bouwen aan een betere wereld voor allen".
Alleen het werken aan een "rechtvaardige en duurzame vrede" kan "een gevoel van zekerheid verschaffen en overvloedige kansen creëren voor groei en voorspoed in een atmosfeer zonder geweld en strijd", waarbij "de dialoog" moet helpen "antwoorden te geven op theologische vragen die zich blijven stellen over de heiligheid van het leven, gerechtigheid en vrede".
De stichting Kairos-Sabeel Nederland is de voortzetting van Kairos Palestina Nederland en Vrienden van Sabeel Nederland.  